# La gorda (película de 1966)
La gorda es una película de Argentina en blanco y negro dirigida por Rubén W. Cavallotti según el guion de Gius (seudónimo de Augusto Giustozzi) que se estrenó el 14 de abril de 1966 y que tuvo como protagonistas a Rodolfo Zapata, Nelly Beltrán, Marta González y Rosángela Balbo.

## Sinopsis
Un cantor aficionado abandona su pueblo para ir a Buenos Aires, donde se enamora de una muchacha, pero no podrá librarse de su novia gorda que dejó en el pueblo.

## Reparto
- Rodolfo Zapata
- Nelly Beltrán
- Marta González
- Rosángela Balbó
- Eddie Pequenino
- Juan Díaz
- Totón Podestá
- Cayetano Biondo
- Maurice Jouvet
- Alberto Irízar
- Pablo Cumo
- Carlos Ginés
- Mario Savino

## Comentarios
La Prensa escribió:

”En uno de los cuadros finales de tono onírico, Zapata ingiere píldoras somníferas, el público no las necesita.”

El Mundo opinó:

”Mediocre expresión local…Es extraña en La gorda la escasa preocupación de Rubén W. Cavallotti para mejorar como tal la igualmente escasa inquietud revelada esta oportunidad por el libro de Gius.”

Por su parte, Manrupe y Portela escriben:

”A partir de una canción que fue el mayor hit de Rodolfo Zapata, un desdibujado Cavallotti realizó esta versión apresurada y flaca del argumento.”